# 1940年布罗克尔斯比空中相撞事故
1940年9月29日，澳大利亚新南威尔士州布罗克尔斯比发生空中相撞。这次事故不同寻常的地方在于，两架澳大利亚皇家空军第二飞行训练学校的阿弗罗安森飞机相撞后依然锁定在一起，然后安全降落。撞机导致上方飞机发动机停转，下方飞机发动机继续运转，两架飞机保持飞行。两架飞机的导航员和下方飞行员跳伞逃生，上方飞行员伦纳德·格雷厄姆·富勒发现他能利用副翼和襟翼控制连在一起的两架飞机，最终在附近的围场迫降。两架飞机的四名机组人员全部生还，飞机经过维修都還能使用，上方的继续服役，下方转为教学用机。
富勒获得空军高层表彰，但因擅自接受采访被关禁闭。当地居民半个多世纪后立起纪念碑和纪念堂，其中纪念堂内还有当时飞机上的发动机展出。

## 训练学校和飞机详情

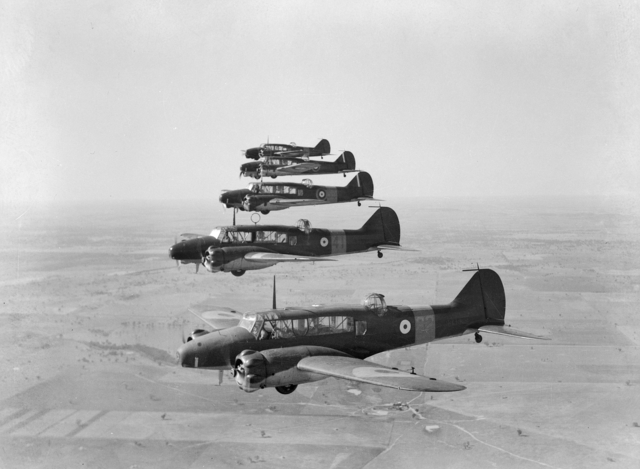
第二飞行训练学校的安森飞机组队飞行

澳大利亚皇家空军第二飞行训练学校位于新南威尔士州沃加沃加附近的林山基地，是第二次世界大战早期组建的飞行员培训设施，也是澳大利亚对帝国空军训练计划的重要投入项目。学员先在初级飞行训练学校接受基本教学，然后到皇家空军飞行训练学校学习服役飞行员需掌握技术，如仪表飞行、夜间飞行、越野导航、特技飞行、编队飞行、俯冲轰炸和空中射击。1940年7月29日首批学员开课时，第二飞行训练学校尚在建设。
1940年9月29日，第二飞行训练学校两架阿弗罗公司生产的安森飞机从林山基地起飞，在新南威尔士州南部上空训练越野飞行。其中尾号“4876”的飞机由来自该州库塔曼德拉（Cootamundra, New South Wales）的22岁空军二等兵伦纳德·格雷厄姆·富勒（Leonard Graham Fuller）驾驶，格伦因尼斯（Glen Innes）的27岁空军二等兵伊恩·孟席斯·辛克莱尔（Ian Menzies Sinclair）負責导航。尾号“9162”飞机由纽卡斯尔的19岁空军二等兵杰克·英格利斯·休森（Jack Inglis Hewson）驾驶，来自墨尔本的27岁空军二等兵休·加文·弗雷泽（Hugh Gavin Fraser）負責导航。两架飞机计划先飞往科罗瓦（Corowa），再前往纳兰德拉（Narrandera），然后返回林山基地。

## 撞机和紧急迫降
两架飞机在奥尔伯里附近的布罗克尔斯比（Brocklesby）上空300米高度飞行，然后一起斜拉式转向。富勒此时看不到下方休森驾驶的飞机，两架飞行空中相撞。据富勒回忆，他能听到两机相磨并碰在一起，以及旋转螺旋桨相互撞击并卡进发动机罩时发出的巨响。两架飞机一直卡在一起，下方飞机的炮塔楔入上方飞机左翼根部，垂直尾翼和方向舵与上方飞机的水平尾翼相抵。
上方飞机的两个发动机在撞机后停摆，但下方飞机的发动机保持全速运行，两架锁在一起的飞机开始在空中缓慢繞圈。富勒称，这对“怪胎组合”“就像砖头一样绑在一起”。不过他发现能利用所在机的副翼和襟翼控制两架飞机，于是开始寻找降落地点。两架飞机的导航员辛克莱尔和弗雷泽先行跳伞，下方飞机的飞机员休森很快跟进，休森的背部被旋转的螺旋浆叶片打伤。
继续飞行约八公里后，富勒在布罗克尔斯比西南方向约六公里的一大片围场紧急迫降。两架飞机依然锁在一起，在草地上滑行约180米后停下。富勒认为，此次机腹着陆比前一天在林山基地练习连续起飞期间的任何一次着陆表现都好。他的代理指挥官、中队长库珀（Cooper）认为，富勒选择的临时跑道堪称“完美”，此次着陆更是精彩。澳大利亚皇家空军航空事故督查、空军上校亚瑟·威廉·墨菲（Arthur William Murphy）经副手亨利·温内克（Henry Winneke）陪同直接从墨尔本空军总部飞抵现场。富勒向墨菲报告时称：
|  | 报告长官，我已经竭尽遵守要求迫降——盡可能在有人居住的地方或农舍附近降落，如果可以还应该迎风降落，这些我都做到了。我看到农舍，然后绕了几圈再迎风降落。不过这飞机操纵起来真费力！ |

## 余波
这起事故引起各地媒体争相报导，新南威尔士州小镇布罗克尔斯比变得万人瞩目。富勒不但避免小镇受到破坏，还救下价值约四万澳大利亚镑的两架飞机。经过维修，位于上方，尾号“4876”的飞機继续服役，下方尾号“9162”的飞机則作为教学用机。休森在奥尔伯里区医院治疗背伤后继续训练，于1940年10月从第二飞行训练学校毕业，1946年空军退役时已晋升上尉，和1945年退役的辛克莱尔军衔相同。弗雷泽驻守伦敦，是驻北爱尔兰英国皇家空军奥尔德格罗夫基地第206中队的空军少尉。1942年元旦，他驾驶的哈德逊式轰炸机与树相撞，机上四人全部丧生。
富勒成功迫降后晋升中士，但未经许可接受媒体采访被关禁闭七天，且14天不得离开军营。他于1940年10月从第二飞行训练学校毕业，并因“在困难条件下利用头脑、勇气和决心降落两架锁在一起的安森飞机，且确保飞机没有严重损伤”而获澳大利亚空军司令部表彰。富勒加入英国皇家空军第37中队，起初在中东服役，之后转战欧洲，于1942年3月因在巴勒莫的出色表现获杰出飞行勋章。同年下半年获军官委任后，富勒回到澳大利亚并晋升空军中尉，在维多利亚州瑟尔的空军第一训练营任教官。1944年3月18日，他在瑟尔附近骑自行车时被撞死。

## 影响
据大休姆郡议会透露，1940年这起空中相撞事故仍是布罗克尔斯比“名声的主要来源”。1990年9月29日，当地居民于事故50周年之际在迫降地点附近立起纪念碑，澳大利亚国家党领袖、法勒联邦众议员蒂姆·菲舍尔（Tim Fischer）為其揭幕。2007年1月26日，事故纪念堂在布罗克尔斯比澳大利亚日庆典活动期间开幕，内有当时飞机上的一个发动机展示。

### 脚注
1. 1 2 3  RAAF Historical Section, Units of the Royal Australian Air Force, pp. 102–103
2. ↑  Gillison, Royal Australian Air Force 1939–1942, p. 111 （页面存档备份，存于）
3. ↑  Stephens, The Royal Australian Air Force, pp. 67–70
4. ↑  Gillison, Royal Australian Air Force 1939–1942, pp. 97, 109 （页面存档备份，存于）
5. ↑  Gillison, Royal Australian Air Force 1939–1942, p. 56 （页面存档备份，存于）
6. 1 2 3 4 5 6  Parnell; Boughton, Flypast, p. 186
7. 1 2 3 4 5 6 7 8  Ilbery, Hatching an Air Force, p. 16
8. ↑  Fuller, Leonard Graham.
9. 1 2  Sinclair, Ian Menzies.
10. 1 2  Hewson, Jack Inglis.
11. ↑  Fraser, Hugh Gavin.
12. 1 2 3 4 5 6 7 8 9 10 11 12  Coleman, Above Renown, pp. 103–104
13. ↑  Risks life to save villagers.
14. ↑  Wilson, Anson, Hudson & Sunderland in Australian Service, pp. 52–53
15. ↑  Pick-a-back planes.
16. 1 2 3  Gillison, Royal Australian Air Force 1939–1942, pp. 82–83 （页面存档备份，存于）
17. ↑  Coleman, Above Renown, pp. 99, 103
18. ↑  RAAF Personnel Serving on Attachment in Royal Air Force Squadrons.
19. ↑  Royal Australian Air Force, RAAF Officers Personnel Files, p. 42
20. ↑  Royal Australian Air Force, RAAF Officers Personnel Files, p. 32
21. ↑  Pick-a-back pilot's death in road accident.
22. ↑  What's on in May.
23. ↑  Shire Villages.
24. ↑  Jones 2007.
25. ↑  Royal Australian Air Force, RAAF Officers Personnel Files, pp. 4–5
26. ↑  Mulcahy 2007.

### 报纸和网页
- . The Daily News (Perth: National Library of Australia). 1940-10-02: 2  [2020-07-05]. （原始内容存档于2020-11-17）.
- . The Canberra Times (Canberra: National Library of Australia). 1940-10-02: 3  [2020-07-05]. （原始内容存档于2021-01-19）.
- . World War 2 Nominal Roll. Department of Veterans' Affairs.   [2020-07-05]. （原始内容存档于2019-01-24）.
- . World War 2 Nominal Roll. Department of Veterans' Affairs.   [2020-07-05]. （原始内容存档于2019-01-24）.
- . World War 2 Nominal Roll. Department of Veterans' Affairs.   [2020-07-05]. （原始内容存档于2019-01-24）.
- . World War 2 Nominal Roll. Department of Veterans' Affairs.   [2020-07-05]. （原始内容存档于2019-01-24）.
- (PDF). Australian War Memorial: 14.   [2014-10-26]. （原始内容 (PDF)存档于2014-10-26）.
- . The Argus. 1944-03-21: 3  [2020-07-05]. （原始内容存档于2020-11-17）.
- . Greater Hume Shire.   [2014-11-29]. （原始内容 (PDF)存档于2014-11-29）.
- . Greater Hume Shire.   [2017-03-08]. （原始内容存档于2017-03-08）.
- Jones, Howard. . The Border Mail (Fairfax Media). 2007-01-03  [2020-07-05]. （原始内容存档于2019-08-13）.
- Mulcahy, Mark. . The Border Mail (Fairfax Media). 2007-01-27  [2020-07-05]. （原始内容存档于2019-04-19）.